# 牧甸逻土主庙
牧甸逻土主庙，又称牧甸罗土主庙、蒙舍庙、河上湾村土主庙，位于中华人民共和国云南省大理白族自治州巍山彝族回族自治县庙街镇古城村委会河上湾村，内祀南诏第二代王逻盛，民间每年正月初三举行祭祀活动。2019年12月23日公布为第四批巍山县文物保护单位。
牧甸逻土主庙约始建于唐、南诏时期，淡生堂本、环碧山房本《南诏野史》记载为盛逻皮于唐开元年间所建；《巍山彝族回族自治县志》称始建于南诏晚期；《巍山彝族回族自治县民族宗教志》称始建于南诏中期。土主庙于明末经过重建，后于清顺治十一年（1654年）在山洪中损毁，乾隆二十三年（1758年）再次重建，同治七年（1868年）扩建西耳房，民国九年（1920年）重修。
牧甸逻土主庙坐北向南，建筑包括过厅、大殿及厢房耳房。过厅面阔三间、单檐硬山顶，大殿面阔三间、单檐歇山顶，东、西厢房均面阔三间、单檐硬山顶，西厢房为牛马王殿，东厢房为火龙、财神殿。